# 骨若駅
骨若駅 （コリャクえき）は、大韓民国全羅南道光陽市にかつて存在した韓国鉄道公社の駅である。

## 路線
- 韓国鉄道公社
  - 慶全線

## 駅構造
- 島式ホーム1面2線の地上駅。

## 歴史
- 1968年2月7日：開業[1]。
- 2016年7月14日：晋州駅 - 光陽駅間の複線新線への切り替えにより廃駅[2]。

## 隣の駅
慶全線
津上駅 - 玉谷駅（廃駅） - 骨若駅 - 光陽駅